# Herat
Herāt (/hɛˈrɑːt/) je oazno mesto in tretje največje mesto v Afganistanu. Leta 2020 je imel ocenjenih 574.276 prebivalcev in je glavno mesto province Herat, ki leži južno od gorovja Paropamisus (Selseleh-ye Safēd Kōh) v rodovitni dolini reke Harirud v zahodnem delu države. Starodavna civilizacija ob svilni poti med Zahodno Azijo, Srednjo Azijo in Južno Azijo služi kot regionalno središče na zahodu države.
Herat izvira iz časov Aveste in je bil tradicionalno znan po vinu. Mesto ima številne zgodovinske znamenitosti: citadela v Heratu in kompleks Musalla. V srednjem veku je Herat postal eno od pomembnih mest Horasana, saj je bil znan kot biser Horasana. Po osvojitvi s strani Timur Lenka je mesto postalo pomembno središče intelektualnega in umetniškega življenja v islamskem svetu. Pod vladavino Šaha Rukha je mesto služilo kot osrednja točka timuridske renesanse, katere slava naj bi se primerjala s Firencami italijanske renesanse kot središča kulturnega preporoda. Po padcu Timuridskega cesarstva so Heratu od začetka 18. stoletja upravljali različni afganistanski vladarji. Leta 1716 so se Abdali Afganistanci, ki so živeli v mestu, uprli in ustanovili svoj sultanat, Sadozai sultanat Herat. Leta 1732 jih je osvojila Afšaridska Perzija.
Po smrti Nader Šaha in vzponu Ahmeda Šaha Durranija na oblast leta 1747 je Herat, ločen od Perzije, postal del Afganistana. Postal je neodvisno mesto-država v prvi polovici 19. stoletja, soočal se je z več kadžarskimi iranskimi invazijami, dokler ni bil leta 1863 vključen v Afganistan. Strateško pomembne so še vedno ceste iz Herata v Iran (čez obmejno mesto Islam Kala) in Turkmenistan (čez obmejno mesto Torghundi). Kot prehod v Iran pobira veliko carinskih prihodkov za Afganistan. Ima tudi mednarodno letališče. Po vojni leta 2001 je bilo mesto relativno varno pred napadi talibanskih upornikov. Leta 2021 je bilo napovedano, da bo Herat uvrščen na Unescov seznam svetovne dediščine. 12. avgusta 2021 so mesto zavzeli talibanski borci v okviru poletne ofenzive talibanov.
Območje Herata je znano kot mesto za arheološka zanimanja in raziskovanja.

## Zgodovina

### Antika
Herat je prvič omenjen v antiki, vendar natančen datum ustanovitve ni znan. Pod perzijskim [[Ahemenidsko cesarstvo|Ahemenidskim cesarstvom]g (550–330 pr. n. št.) je bilo okoliško okrožje znano po starem perzijskem imenu Haraiva (𐏃𐎼𐎡𐎺), v klasičnih virih pa je bila regija ustrezno znana kot Areia (Aria). V zaratustrski zbirki Avesta se okrožje imenuje Haroiva. Ime okrožja in njegovega glavnega mesta je izpeljanka iz imena lokalne reke, reke Harirud (iz staroiranskega Haraju, kar pomeni 's hitrostjo'), ki teče skozi okrožje in se konča 5 km južno od Herata. Herej je v sanskrtu omenjen kot rumena ali zlata barva, enakovredna perzijskemu Zard, kar pomeni zlato (rumeno). Poimenovanje regije in njenega glavnega mesta po glavni reki je običajna značilnost v tem delu sveta – primerjajte sosednja okrožja/reke/mesta Arahozije in Baktrije.
Okrožje Aria Ahemenidskega cesarstva je omenjeno v provincialnih seznamih, ki so vključeni v različne kraljeve napise, na primer v Behistunskem napisu Dareja I. (ok. 520 pr. n. št.). Predstavniki okrožja so upodobljeni v reliefih, npr. v kraljevih ahemenidskih grobnicah Nakš-e Rostam in Perzepolis. Nosijo obleko v skitskem slogu (s tuniko in hlačami, zatlačenimi v visoke škornje) in zvit bašlik, ki pokriva njihovo glavo, brado in vrat.
Hamdollah Mostowfi, skladatelj geografskega dela Nuzhat al-Qulub iz 14. stoletja piše, da:
Herāt je bilo ime enega od poglavarjev med privrženci junaka Narīmāna in prav on je prvi ustanovil mesto. Potem ko je padel v ruševine, ga je Aleksander Veliki ponovno zgradil, obzidje pa je obsegalo 9000 korakov.
Herodot je Herat opisal kot žitnico Srednje Azije. V času Aleksandra Velikega leta 330 pr. n. št. je bila Aria očitno pomembno okrožje. Upravljal ga je satrap po imenu Satibarzan, ki je bil eden od treh glavnih perzijskih uradnikov na vzhodu cesarstva, skupaj s satrapom Besom iz Baktrije in Barsentom iz Arahozije. Konec leta 330 pred našim štetjem je Aleksander zavzel arijansko prestolnico, ki se je imenovala Artacoana. Mesto je bilo obnovljeno in zgrajena je bila citadela. Afganistan je postal del Selevkidskega cesarstva.
Vendar pa večina virov kaže, da je bil Herat pretežno zaratustrski. Leta 167 pr. n. št. je postal del Partskega cesarstva. V sasanidskem obdobju (226–652) je 𐭧𐭥𐭩𐭥 Harēv naveden v napisu na Kaba-i Zartosht v Nakš-e Rostamu; in Harij je omenjen v Pahlavi katalogu prestolnic provinc cesarstva. Okoli leta 430 je v mestu navedena tudi krščanska skupnost z nestorijanskim škofom.
V zadnjih dveh stoletjih sasanidske vladavine je imela Aria (Herat) velik strateški pomen v neskončnih vojnah med Sasanijci, Hioniti in Heftaliti, ki so bili v severnem delu Afganistana naseljeni od konca 4. stoletja.

### Spreobrnitev v islam
V času arabske invazije sredi 7. stoletja se je sasanidska osrednja oblast v provinci zdela že pretežno nominalna v nasprotju z vlogo plemenskih gospodarjev heftalitov, ki so bili naseljeni v regiji Herat in v sosednjih okrožjih, predvsem v pastoralnem Bādghiju in v Kohestānu. Vendar je treba poudariti, da je Herat ostal eno od treh sasanidskih centrov kovnic na vzhodu, drugi dve pa sta bili Balh in Merv. Heftaliti iz Herata in nekateri neidentificirani Turki so se zoperstavili arabskim silam v bitki pri Kohestānu leta 651–52 našega štetja in poskušali preprečiti njihovo napredovanje na Nišapur, vendar so bili poraženi.
Ko so se arabske vojske pojavile v Horāsānu v 650-letih našega štetja, je bil Herāt prištet med dvanajst glavnih mest Sasanidskega cesarstva. Zdi se, da se je arabska vojska pod generalnim poveljstvom Ahnafa ibn Kaisa pri osvajanju Horāsāna leta 652 izognila Herātu, vendar se lahko domneva, da se je mesto na koncu podredilo Arabcem, saj je kmalu zatem tam omenjen arabski guverner. Sestavljena je bila pogodba, v katero sta bili vključeni regiji Bādghis in Bušanj. Tako kot mnogi drugi kraji v Horāsānu se je Herāt uprl in ga je bilo treba večkrat ponovno osvojiti.
Druga sila, ki je bila dejavna na tem območju v 650.-letih, je bila Kitajska iz dinastije Tang, ki je začela pohod, ki je dosegel vrhunec z osvajanjem zahodnih Turkov. Do leta 659–661 je Tang zahteval šibko oblast nad Heratom, najzahodnejšo točko kitajske moči v njeni dolgi zgodovini. Ta oblast pa je bila kratkotrajna, saj so se lokalna turška plemena leta 665 uprla in pregnala Tang.
Leta 702 n. št. je Jazid ibn al-Muhalab premagal nekatere arabske upornike, privržence Ibn al-Ašatha, in jih izgnal iz Herata. Mesto je bilo prizorišče spopadov med različnimi skupinami muslimanov in arabskimi plemeni v nemirih, ki so vodili do ustanovitve Abasidskega kalifata. Herat je bil tudi središče privržencev Ustadha Sisa.
Leta 870 našega štetja je Jakub ibn Lajth Saffari, lokalni vladar iz dinastije Saffarid, osvojil Herat in ostale bližnje regije v imenu islama.
...Arabske vojske, ki so nosile zastavo islama, so prišle z zahoda, da bi premagale Sasanide leta 642 našega štetja, nato pa so samozavestno korakale proti vzhodu. Na zahodnem obrobju afganistanskega območja so knezi Herata in Seistana prepustili vladavini arabskim guvernerjem, toda na vzhodu, v gorah, so se mesta podredila samo zato, da so se uprla, in naglo spreobrnjeni so se vrnili k svojim starim prepričanjem, ko so vojske prešle. Grobost in lakomnost arabske vladavine pa sta povzročila tolikšen nemir, da so se domači vladarji, ko je postala očitna pojemajoča moč kalifata, znova uveljavili kot neodvisni. Med temi so na območju Afganistana za kratek čas zablesteli Safaridi iz Seistana. Fanatični ustanovitelj te dinastije, bakrotvorski vajenec Jaqub ibn Lajth Saffari, je prišel iz svoje prestolnice Zarandž leta 870 našega štetja in korakal skozi Bost, Kandahar, Gazni, Kabul, Bamijan, Balh in Herat ter osvajal v imenu islama.— Nancy Dupree

### Biser Horasana
Regija Herāt je bila pod vladavino kralja Nuha III., sedmega iz Samanidske linije - v času Sebüka Tigina in njegovega starejšega sina, Mahmuda iz Gaznija. Guverner Herāta je bil plemič po imenu Faik, ki ga je imenoval Nuh III. Rečeno je, da je bil Faik močan, a nepokoren in ga je Nuh III. kaznoval. Faik je poklical Bogra Kanu in Ughar Kanu iz Horasana. Bogra Kan se je odzval na Faikov klic, prišel v Herāt in postal njegov vladar. Samanidi so pobegnili, izdani z rok Faika, ki mu je Nuh III. zaupal obrambo Herāta. Leta 994 je Nuh III. povabil Alptegina, naj mu priskoči na pomoč. Alptegin je skupaj z Mahmudom iz Gaznija premagal Faika in priključil Herāt, Nišapur in Tus.
Herat je bil veliko trgovsko središče, ki je bilo strateško na trgovskih poteh iz Sredozemlja v Indijo ali na Kitajsko. Mesto je bilo v času Abasidskega kalifata znano po tekstilu, glede na številne reference geografov. Herāt je imel tudi veliko učenih sinov, kot je Ansārī. Mesto sta v 10. stoletju opisala Estakhri in Ibn Havkal kot uspešno mesto, obdano z močnim obzidjem z veliko vodnimi viri, obsežnimi predmestji, notranjo citadelo, kongregacijsko mošejo in štirimi vrati, od katerih se vsaka odpirajo na cvetočo tržnico. Vladna stavba je bila zunaj mesta na razdalji približno miljo v kraju, imenovanem Horāsānābād. Cerkev je bila še vedno vidna na podeželju severovzhodno od mesta na cesti v Balh, dlje stran na vrhu hriba pa je stal cvetoč tempelj ognja, imenovan Serešk ali Aršak po Mostavfiju.
Herat je bil del Taheridskega dominiona v Horāsanu do vzpona Saffaridov v Sistanu pod vodstvom Ja'kub-i Laitha leta 861, ki je leta 862 začel izvajati napade na Herat, preden ga je oblegal in zajel 16. avgusta 867 in ponovno leta 872. Safaridom je uspelo izgnati Taheride iz Horasana leta 873.
Sāmānidsko dinastijo so v Transoksaniji ustanovili trije bratje, Nuh, Jahjā in Ahmad. Ahmad Sāmāni je Samanidski dinastiji odprl pot do osvojitve Horāsāna, vključno s Herātom, ki naj bi mu vladali eno stoletje. Centralizirana samanidska uprava je služila kot model poznejšim dinastijam. Moč Samanidov so leta 999 uničili Karahanidi, ki so proti Transoksaniji napredovali s severovzhoda, in Gaznavidi, nekdanji samanidski vojaki, ki so napadali z jugovzhoda.
- Medeninast vrč z visokim vratom iz Herata, obdobje Guridov (1180–1200 n. št.)[21]
- Še en podoben vrč v Britanskem muzeju
- Bojišče Timurja in egipčanskega kralja, Kamāl ud-Dīn Behzād Heravīja, slavni slikar iz Herata, ok. 1494–1495, timuridsko obdobje
- Stran s kaligrafijo v pisavi nasta'lik mojstra kaligrafa iz 16. stoletja Mira Ali Heravija[22]
- Medeninasta skodelica ali vrč, timuridsko obdobje, 15. stoletje našega štetja, iz Herāta

Obdobje Gaznavidov
Sultan Maḥmud iz Gaznija je uradno prevzel nadzor nad Horāsānom leta 998. Herat je bil ena od šestih gaznavidskih kovnic v regiji. Leta 1040 je Herat zavzelo Seldžuško cesarstvo. Med to zamenjavo oblasti v Heratu naj bi prišlo do vakuuma oblasti, ki ga je zapolnil Abdullah Avn, ki je ustanovil mesto-državo in sklenil zavezništvo z Mahmudom iz Gaznija. Kljub temu so ga leta 1175 zavzeli Ghuridi iz Ghorja, nato pa je leta 1214 prišel pod imperij Havarazm. Po poročilu Mostavfija je Herat cvetel zlasti pod dinastijo Guridov v 12. stoletju. Mostavfi je poročal, da je bilo v Heratu »359 fakultet, 12.000 polno zasedenih trgovin, 6000 kopališč; poleg karavanserajev in mlinov tudi samostan Darviš in tempelj ognja«. Bilo je približno 444.000 hiš, ki jih je naseljevalo naseljeno prebivalstvo. Moški so bili opisani kot »vojinstveni in nosijo orožje«, bili pa so sunitski muslimani. Veliko mošejo v Herātu je zgradil Ghijasudin Gori leta 1201. V tem obdobju je Herāt postal pomembno središče za proizvodnjo kovinskih izdelkov, zlasti iz brona, pogosto okrašenih z dovršenimi vložki iz plemenitih kovin.
Mongoli
Mongoli so dvakrat oblegali Herat. Prvo obleganje se je končalo s predajo mesta, pobojem 12.000 ljudi lokalne sultanove vojske in imenovanjem dveh guvernerjev, enega mongolskega in enega muslimanskega. Drugi, ki ga je spodbudil upor proti mongolski vladavini, je trajal sedem mesecev in se končal junija 1222, ko so zmagoviti Mongoli po eni pripovedi obglavili celotno prebivalstvo 1.600.000 ljudi, tako da »na telesu ni ostala nobena glava, niti telesa z glavo.
Mesto je ostalo v ruševinah od leta 1222 do okoli leta 1236. Leta 1244 je mongolski guverner Horāsāna lokalnega princa Šams al-Din Karta imenoval za vladarja Herāta, leta 1255 pa ga je ustanovitelj Ilkanata potrdil vladavino  Hulagu Kana. Šams al-din Kart je ustanovil novo dinastijo in njegovi nasledniki, zlasti Fakhrudin Kart in Ghijasudin Kart, so zgradili številne mošeje in druge stavbe. Člani te dinastije so bili veliki meceni literature in umetnosti. V tem času je Herāt postal znan kot biser Horasana.
Timur je leta 1380 zavzel Herat in nekaj let pozneje končal dinastijo Kartidov. Mesto je doseglo največjo slavo pod timuridskimi knezi, zlasti sultanom Husajnom Bajkara, ki je vladal Heratu od leta 1469 do 4. maja 1506. Njegov glavni minister, pesnik in pisec v perzijščini in turščini Mir Ali-Šir Nava'i je bil velik graditelj in pokrovitelj umetnosti. Pod Timuridi je Herat prevzel vlogo glavne prestolnice cesarstva, ki se je na zahodu raztezalo vse do osrednje Perzije. Kot prestolnica Timuridskega cesarstva se je ponašala s številnimi lepimi verskimi stavbami in je bila znana po svojem razkošnem dvornem življenju in glasbenih nastopih ter tradiciji miniaturnega slikarstva. Na splošno je bilo obdobje relativne stabilnosti, blaginje ter razvoja gospodarstva in kulturnih dejavnosti. Začelo se je z imenovanjem Šahruha, najmlajšega Timurjevega sina, za guvernerja Herata leta 1397. Vladavino Šahruha v Heratu so zaznamovali intenzivno kraljevo pokroviteljstvo, gradbene dejavnosti ter spodbujanje proizvodnje in trgovine, zlasti z obnovo in širitev Heratovega bazarja. Sedanji kompleks Musalla in številne stavbe, kot so medresa Gavhar Šad, Ali Šir mahāl, številni vrtovi in druge, izvirajo iz tega časa. V vasi Gazar Gah, več kot dva kilometra severovzhodno od Herata, je bilo svetišče, ki so ga povečali in olepšali pod Timuridi. Grobnico pesnika in mistika Khvādžaha Abdulaha Ansārīja (umrl 1088) je okoli leta 1425 najprej obnovil Šahrokh, na območju svetišča pa so bili pokopani tudi drugi slavni možje.
Poleti 1458 je Kara Kojunlu pod vodstvom Šaha Džahana napredoval do Herata, a se je moral kmalu vrniti zaradi upora njegovega sina Hasana Alija in tudi zaradi Abu Saidovega pohoda na Tabriz.
Leta 1507 so Herat zasedli Uzbeki, toda po dolgih bojih je mesto leta 1510 zavzel šah Ismail, ustanovitelj dinastije Safavid, in guvernerstvo območja je prevzel Šamlu Kizilbaš. Pod Safavidi je bil Herat ponovno potisnjen na položaj glavnega mesta province, čeprav je bil zelo pomemben. Po smrti šaha Ismaila so Uzbeki ponovno zavzeli Herat in ga držali, dokler ga leta 1528 ni ponovno zavzel šah Tahmasp. Perzijski kralj šah Abas I. Veliki je bil rojen v Heratu, v safavidskih besedilih pa se Herat omenja kot a'zam -i bilād-i īrān, kar pomeni 'največje mesto v Iranu'. V 16. stoletju so bili vsi prihodnji safavidski perzijski vladarji, od Tahmaspa I. do Abasa I., v svoji mladosti guvernerji Herata.

### Moderna zgodovina (1500-2023)
Do začetka 18. stoletja so Heratu vladali Abdali Afganistanci. Po smrti Nader Šaha leta 1747 je Ahmed Šah Durrani prevzel mesto in postal del Durranijskega imperija.
Leta 1793 je Herat postal neodvisen za nekaj let, ko je Afganistan prestal državljansko vojno med različnimi sinovi Timur Šaha. Iranci so imeli med letoma 1801 in 1837 večkratne vojne s Heratom (1804, 1807, 1811, 1814, 1817, 1818, 1821, 1822, 1825, 1833). Iranci so leta 1837 oblegali mesto, vendar so Britanci pomagali Heratčanom pri njihovem odgonu. Leta 1856 so znova vdrli in 25. oktobra jim je za kratek čas uspelo zavzeti mesto; to je vodilo neposredno v anglo-perzijsko vojno. Leta 1857 so se sovražnosti med Iranci in Britanci končale po podpisu pariške pogodbe in perzijske čete so se septembra 1857 umaknile iz Herata. Afganistan je osvojil Herat 26. maja 1863 pod vodstvom Dosta Mohameda Kana, dva tedna pred njegovo smrtjo.
- Promet na cesti blizu minaretov Herat, 2005
- Dva mavzoleja z minareti, julij 2001

Znamenita Musalla Gavhar Šaha iz Herata, velik islamski verski kompleks, sestavljen iz petih minaretov, več mavzolejev skupaj z mošejami in medresami, je bil miniran med incidentom v Pandždehu, da bi preprečili njihovo uporabo napredujočim ruskim silam. Leta 2001 so bila na lokaciji opravljena nekatera nujna ohranitvena dela, ki so vključevala gradnjo zaščitnih zidov okoli mavzoleja Gavhar Šad in medrese sultana Huseina, popravilo preostalega minareta medrese Gavhar Šad in ponovno zasaditev vrta mavzoleja.
Po afganistanski državljanski vojni (1928–1929) je bil Herat zadnja trdnjava sakavističnega odpora, ki je zdržal do leta 1931, ko so ga ponovno zavzele sile, zveste Mohamedu Nadir Šahu.
Leta 1960 so inženirji iz Združenih držav zgradili letališče Herat, ki so ga uporabljale sovjetske sile med Demokratično republiko Afganistan v 1980-ih. Že pred sovjetsko invazijo konec leta 1979 je bilo v mestu precejšnje število sovjetskih svetovalcev s svojimi družinami.
Med 10. in 20. marcem 1979 se je afganistanska vojska v Herātu pod nadzorom poveljnika Ismaila Kana uprla. Na tisoče protestnikov je prišlo na ulice proti zatiranju komunističnega režima Khalk, ki ga vodi Nur Mohamed Taraki. Novi uporniki, ki jih je vodil Kan, so uspeli izgnati komuniste in prevzeti nadzor nad mestom za 3 dni, pri čemer so nekateri protestniki umorili vse sovjetske svetovalce. To je šokiralo vlado, ki je novo iransko upravo po iranski revoluciji obtožila, da je vplivala na vstajo. Sledile so povračilne akcije vlade in med 3000 in 24.000 ljudi (po različnih virih) je bilo ubitih v tako imenovani vstaji v Heratu leta 1979 ali v perzijščini kot Qiam-e Herat. Samo mesto je bilo ponovno zavzeto s tanki in zračnimi silami, vendar za ceno tisočev ubitih civilistov. Ta pokol je bil prvi te vrste po tretji anglo-afganistanski vojni leta 1919 in je bil najbolj krvav dogodek pred sovjetsko-afganistansko vojno.
Herat je bil poškodovan med sovjetsko-afganistansko vojno v 1980-ih, zlasti njegova zahodna stran. Pokrajina kot celota je bila ena najbolj prizadetih. Aprila 1983 je niz sovjetskih bombnih napadov poškodoval polovico mesta in ubil okoli 3000 civilistov, opisan kot »izjemno močan, brutalen in dolgotrajen«. Ismail Kan je bil vodilni poveljnik mudžahidov v Herātu, ki se je boril proti vladi, ki jo je podpirala Sovjetska zveza.
Po razpadu komunistične vlade leta 1992 se je Kan pridružil novi vladi in postal guverner province Herat. Mesto je bilo relativno varno in je okrevalo in obnavljalo škodo, povzročeno v sovjetsko-afganistanski vojni. Vendar pa so 5. septembra 1995 mesto zavzeli talibani brez večjega odpora, zaradi česar je moral Kan pobegniti. Herat je postal prvo perzijsko govoreče mesto, ki so ga zavzeli talibani. Talibansko strogo uveljavljanje zakonov, ki ženske zapirajo doma in zapirajo šole za dekleta, je odtujilo Heratijke, ki so tradicionalno bolj liberalne in izobražene, tako kot Kabulovci, kot drugo mestno prebivalstvo v državi. Decembra 1996 so potekali dvodnevni protitalibanski protesti, ki so bili nasilno razpršeni in privedli do uvedbe policijske ure. Maja 1999 so upor v Heratu zadušili talibani, ki so za njegov vzrok obtožili Iran.
Po ameriški invaziji na Afganistan 12. novembra 2001 so talibane zavzele sile, zveste Severnemu zavezništvu, in Ismail Kan se je vrnil na oblast. Stanje v mestu naj bi bilo veliko boljše kot v Kabulu. Leta 2004 je Mirvais Sadik, afganistanski minister za letalstvo in sin Ismaila Kana, v Herātu padel v zasedo in bil ubit od lokalne rivalske skupine. Več kot 200 ljudi je bilo aretiranih zaradi suma vpletenosti.
Leta 2005 so Mednarodne varnostne sile (ISAF) začele ustanavljati oporišča v mestu in okolici. Njihova glavna naloga je bila uriti afganistanske nacionalne varnostne sile (ANSF) in pomagati pri procesu obnove države. Regionalno poveljstvo Zahod, ki ga je vodila Italija, je pomagalo 207. korpusu afganistanske nacionalne vojske (ANA). Herat je bil eno od prvih sedmih območij, ki so odgovornost za varnost prenesle z Nata na Afganistan. Julija 2011 so afganistanske varnostne sile od Nata prevzele varnostno odgovornost.
Zaradi njunih tesnih odnosov je Iran začel vlagati v razvoj energetskih, gospodarskih in izobraževalnih sektorjev Herata. Medtem so ZDA zgradile konzulat v Heratu, da bi pripomogle k nadaljnji krepitvi odnosov z Afganistanom. Poleg običajnih storitev je konzulat sodeloval z lokalnimi uradniki pri razvojnih projektih in varnostnih vprašanjih v regiji.
12. avgusta 2021 so mesto med talibansko ofenzivo leta 2021 zavzeli talibani.

## Geografija
Herat ima hladno polsušno podnebje (Köppnova podnebna klasifikacija BSk). Padavin je zelo malo in večinoma padejo pozimi. Čeprav je Herāt približno 240 m nižji od Kandaharja, je poletno podnebje bolj zmerno in podnebje skozi vse leto še zdaleč ni neprijetno, čeprav so zimske temperature primerljivo nižje. Od maja do septembra piha severozahodni veter z veliko močjo. Zima je znosno mila; sneg se precej hitro topi in tudi v gorah ne leži dolgo. Vzhodni tok reke Harirud, vključno z brzicami, je pozimi močno zmrznjen in ljudje potujejo po njej kot po cesti.

## Zanimivosti
- Citadela v Heratu (Qala Ikhtyaruddin ali Arg)
- Kompleks Musalla
- Minareti Musalla iz Herata

Od več kot ducata minaretov, ki so nekoč stali v Herātu, so bili številni porušeni zaradi vojne in zanemarjanja v zadnjem stoletju. Vendar pa v zadnjem času vsakodnevni promet ogroža številne preostale edinstvene stolpe, saj zamaje same temelje, na katerih stojijo. Avtomobili in tovornjaki, ki se vozijo po cesti, ki obdaja starodavno mesto, vsakič, ko gredo mimo teh zgodovinskih stavb, zaropotajo po tleh. Unescovo osebje in afganistanske oblasti si prizadevajo za stabilizacijo petega minareta.
Muzej džihada je bil zgrajen leta 2010 kot kraj za razumevanje preteklih konfliktov in njihove zgodovine za Afganistance.
Mavzolej Gavhar Šad, znan tudi kot Bajsunghurjeva grobnica zgrajena v 15. stoletju, je služila kot kraljeva grobnica za člane dinastije Timurid in je del kompleksa Musalla.
Svetišče Khvaja Abd Alaha je nagrobni kompleks sufijskega svetnika Khvaja Abdulaha Ansarija. Stoji v vasi Gazur Gah, tri kilometre severovzhodno od Herata.
Velika mošeja v Heratu; zgradili so jo Guridi pod vladavino sultana Ghijath al-Din Muhameda Ghorija, ki je leta 1200 postavil temelje. Kasneje je bila večkrat razširjena, ko je Herat skozi stoletja menjal vladarje Kartidov, Timuridov, Mogulov in nato Uzbekov, ki so vsi podpirali mošejo. Osnovna zgradba mošeje iz obdobja Ghurid je ohranjena, vendar so bili deli dodani in spremenjeni. Današnjo podobo je petkova mošeja v Heratu dobila v 20. stoletju.

## Demografija
Prebivalstvo Herata je leta 2021 štelo približno 592.902 prebivalcev. V mestu živi večetnična družba in govorci perzijskega jezika so v večini. Trenutnih podatkov o natančni etnični sestavi mestnega prebivalstva ni, vendar glede na zemljevid iz leta 2003, ki ga najdemo v reviji National Geographic Magazine, perzijsko govoreči Tadžiki in Farsivanci sestavljajo večino mesta in obsegajo približno 85 % prebivalstva. Preostalo prebivalstvo sestavljajo Paštuni (10 %), Hazari (2 %), Uzbeki (2 %) in Turkmenci (1 %).
Perzijščina je materni jezik Herata, lokalno narečje, ki ga domorodci poznajo kot Herātī, pa spada v skupino Horāsānī znotraj perzijščine. Podobno je perzijskim narečjem vzhodnega Irana, zlasti tistim v provinci Mašhad in Horasan, ki meji na Herat. To perzijsko narečje služi kot lingua franca mesta. Drugi jezik, ki ga mnogi razumejo, je paštunščina, ki je materni jezik Paštunov. Lokalno paštunsko narečje, ki se govori v Heratu, je različica zahodnega paštu, ki se govori tudi v Kandaharju ter južnem in zahodnem Afganistanu. V verskem smislu večina izpoveduje sunitski islam, medtem ko šiiti predstavljajo manjšino.
Mesto ima visoko gostoto stanovanj, zbranih okoli mestnega jedra. Vendar prazna zemljišča predstavljajo večji odstotek mesta (21 %) kot stanovanjska raba zemljišč (18 %), kmetijska pa je največji odstotek celotne rabe zemljišč (36 %).
Mesto je nekoč imelo judovsko skupnost. Od leta 1948 je v Heratu živelo približno 280 družin, vendar se jih je večina tistega leta preselila v Izrael, skupnost pa je do leta 1992 izginila. V starem mestnem predelu so štiri nekdanje sinagoge, ki so bile desetletja zanemarjene in so propadale. V poznih 2000-ih je stavbe sinagog prenovil sklad Aga Khan za kulturo, v tem času pa so bile tri od njih spremenjene v šole in vrtce, judovska skupnost pa je izginila. Leta 2022 je talibanska vlada odobrila ohranitvena dela na sinagogi Ju Avw, ki je v starem mestu Herata. Za judovsko pokopališče skrbi Džalil Ahmed Abdelaziz.